# Comté de Humboldt (Iowa)
Pour les articles homonymes, voir Comté de Humboldt.
Le comté de Humboldt est un comté de l'État de l'Iowa, aux États-Unis.
Siège : Dakota City. Plus grande ville : Humboldt.